# Спецоперация в школе Диас

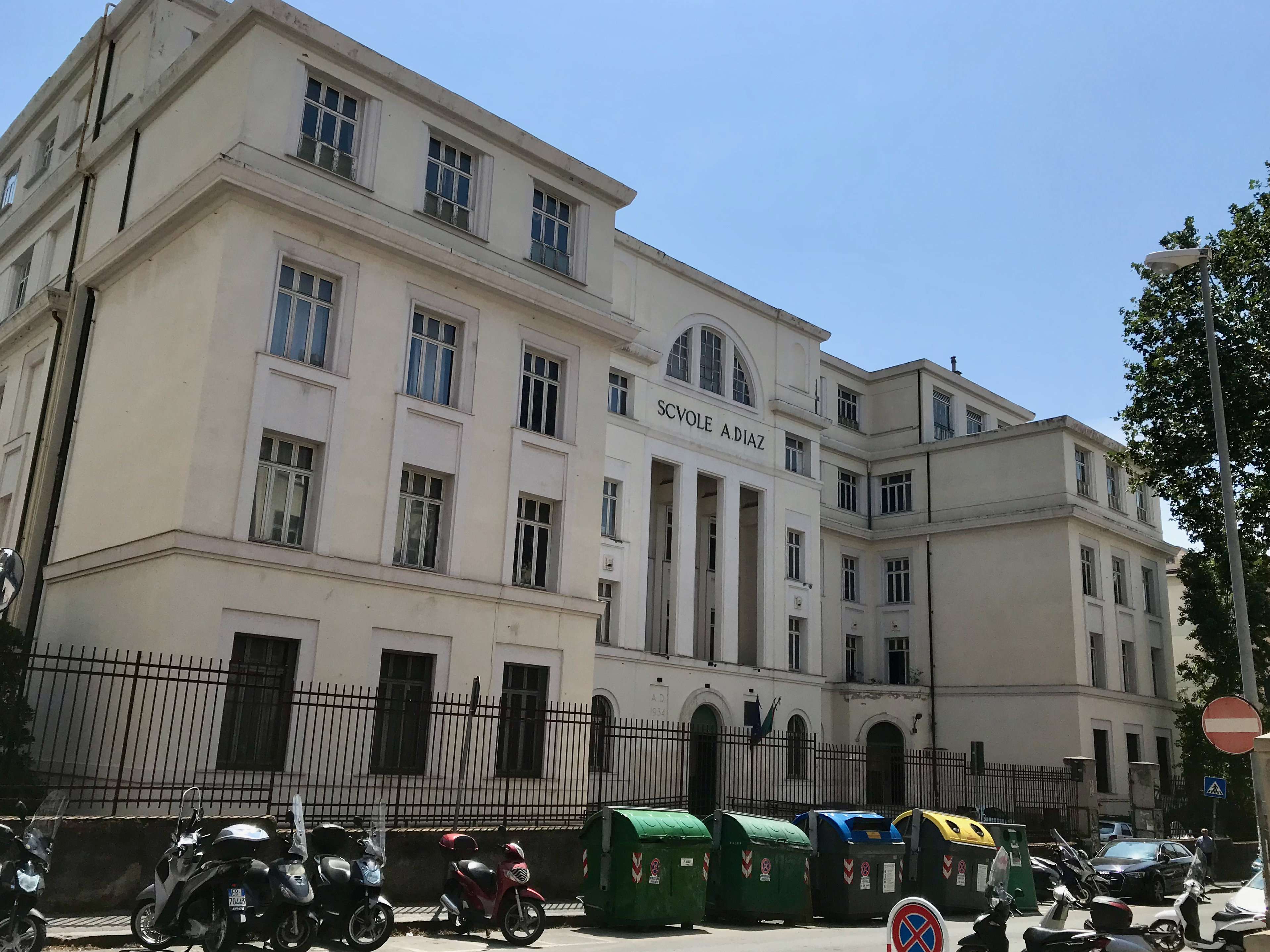
Государственная средняя школа Сандро Пертини, бывшая школа Диаса в Генуе

Спецоперация в школе «Армандо Диас» была проведена во время 27-го саммита Большой восьмёрки в Генуе в 2001 году. Здание школы было временным штабом организации Генуэзский социальный форум, возглавляемой Витторио Аньолетто. Близлежащее здание, в котором размещалась антиглобалистическая организация Indymedia и юристы, связанные с Генуэзским Социальным Форумом, было также захвачено. 21 июля 2001 года, незадолго до полуночи, мобильные подразделения полиции Генуи, Рима и Милана атаковали здания при оперативной поддержке нескольких батальонов карабинеров.
Полиция без разбора напала на обитателей зданий. В результате было арестовано 93 протестующих, 61 из них были серьёзно ранены и отправлены в больницу, трое были в критическом состоянии и один в коме. Заключённые были направлены в изолятор предварительного содержания в Бользането, где подвергались пыткам и унижению до тех пор, пока не были освобождены. В конце концов, перед судом предстали 125 полицейских, включая надзирателей и административный аппарат, за то, что было названо «Мексиканской лавкой мясника» помощником шефа полиции Микеланджело Фурнье. Однако никто из обвиняемых не понёс наказания в виде лишения свободы, из-за затягивания расследования и истечения срока давности. Всего было признаны виновными 25 полицейских, несколько руководящих сотрудников полиции были уволены.
Апелляционный суд Генуи установил, что «346 полицейских и 149 карабинеров были вовлечены в спецоперацию в зданиях школы».
По данным событиям был снят и выпущен в 2012 году художественный фильм «Диас: Не вытирайте эту кровь», в котором были воссозданы сцены атаки, содержания под стражей и пыток.

## Спецоперация

### Описание спецоперации
Полицейская операция в школе, в которой жили протестующие, связанные с Генуэзским Социальным Форумом, началась за несколько минут до полуночи. В это время большинство людей уже спали. Операция была инициирована мобильными подразделениями из Рима вместе с подразделениями из Генуи и Милана. Батальоны карабинеров не принимали активного участия в операции, ограничиваясь лишь охраной периметра и территории, прилегающей к школе. Марк Ковелл, британский журналист, был первым, кто встретился полиции ещё снаружи здания. Он был атакован, в результате чего впал в кому. Во время спецоперации полиция атаковала обитателей школы, применяя насилие. Ранения получили 82 человека, 93 человека были арестованы. 63 задержанных отвезли в больницу, а 19 были отправлены в полицейское управление в Бользането. В соответствии с реконструкцией событий, проведённой во время расследования, улики были подброшены в школу после спецоперации, чтобы оправдать жестокость полиции. Старшие офицеры полиции подбросили два коктейля Молотова, которые им передал генерал Валерио Доннини тем же вечером. Также полиция подбросила строительные инструменты, молоты и ножи, с ближайшей стройки, и заявила, что они принадлежали анархистским группам, находящимся в здании. Полицейский офицер Массимо Нучера заявил, что его атаковал ножом демонстрант, и продемонстрировал разрез на своём бронежилете. Однако, нож не был идентифицирован. Позже он был признан виновным в подлоге, и было установлено, что разрез на бронежилете он сделал самостоятельно, чтобы оправдать жестокость операции.

### Содержание заключённых в Бользането
Заключённых в изоляторе временного содержания в Бользането заставляли говорить «Да здравствует Дуче» и петь фашистские песни: «Un, due, tre. Viva Pinochet!» («Раз, два, три. Да здравствует Пиночет!») 222 человека, удерживаемых в Бользането, были подвергнуты пыткам, о чём стало известно на следствии. По прибытии заключённые были помечены маркером: крест на каждой щеке. Затем их заставили идти по коридору между двумя параллельными рядами полицейских, которые при этом пинали и избивали их. Большинство содержались в больших камерах до 30 человек. Их заставляли подолгу стоять на ногах, лицом к стене, руками выше головы и расставленными ногами. Если заключённый не мог устоять, на него кричали и избивали. Заключённого с протезом вместо ноги, который был не в состоянии стоять в такой позе, избивали с особой жестокостью.
Задержанным не давали одеял, не давали спать, давали мало еды или вообще не кормили, отказывали в законном праве на телефонный звонок и встречу с адвокатом. Полицейские врачи в учреждении так же участвовали в пытках, используя унижение, угрозы насилия и лишения воды, питья, сна и лечения. Заключённому Ричарду Моту накладывали швы на голову и ноги без анестезии. Мужчин и женщин с дредлоками насильно стригли налысо. Одного задержанного, Марко Бистаччиа, отвели в кабинет, раздели догола и заставили встать на четвереньки и лаять как собака и кричать: «Да здравствует итальянская полиция!» Неназванный офицер рассказал итальянской газете La Repubblica, что он видел полицейских офицеров, которые мочились на заключённых и избивали их за то, что они отказывались петь фашистскую песню Faccetta Nera времён Муссолини.
Несколько женщин заявляли об угрозах изнасилования. Также полицейские заставили задержанных подписать заявления об отказе от своих законных прав. Один человек, Дэвид Ларрокель, заявил, что отказывается подписать это заявление. В ответ на это полицейские сломали ему три ребра за непослушание.

## Реакция СМИ и правительств
Британский журналист Ковелл был сфотографирован со своими ранами сразу же после спецоперации журналистом газеты Daily Mail, который дал взятку полицейскому, чтобы приблизиться к нему. Daily Mail заявила, что он помогал в организации беспорядков. Через 4 года Daily Mail принесла свои извинения и оплатила ущерб за вторжение в частную жизнь.
Пресс-секретарь британского премьер-министра Тони Блэра заявил: «У итальянской полиции была сложная работа. Премьер-министр уверен, что они выполнили эту работу». Отказ Блэра критиковать полицейское насилие было осуждено протестующими, выдворенными из Италии.
На следующий день после спецоперации руководители полиции провели пресс-конференцию, на которой заявили, что арестованные в здании школы были обвинены в сопротивлении при аресте и заговоре с целью разрушений. Позднее итальянский суд снял все эти обвинения. На той же пресс-конференции полицейские продемонстрировали журналистам оружейный арсенал протестующих, в том числе молотки и гвозди, алюминиевые вставки от рюкзаков, 10 ножей, а также 2 коктейля молотова.

## Расследования и юридические последствия
15 итальянских полицейских и врачей были приговорены к тюремному заключению за жестокое обращение в Бользането. Однако никто из них не был посажен в тюрьму из-за того, что истёк срок давности по совершённым преступлениям. Признанные виновными, включая начальника учреждения Бьяджио Гуглиотта, получили приговоры от 5 месяцев до 5 лет тюремного заключения. Несмотря на то, что виновные не отбывали наказания в тюрьме, обвинительный приговор позволил обратиться пострадавшим с требованием компенсации. Так как пытки не являются преступлением в итальянском законодательстве, никто из сотрудников полиции не был обвинён в пытках.
В 2015 году Европейский суд по правам человека в связи с полицейской операцией признал Италию виновной в нарушении статьи 3 (запрещение пыток) Европейской конвенции о защите прав человека.